# Ośrodek Narciarski Kurza Góra w Kurzętniku
Kurza Góra Ski&Bike Park – całoroczny ośrodek sportowy położony w województwie warmińsko-mazurskim, w powiecie nowomiejskim, w gminie Kurzętnik, w miejscowości Kurzętnik.

## Wyciągi i trasy zimą
W ośrodku znajdują się trzy oświetlone trasy zjazdowe dla narciarzy o długości 550 m i 770 m z dwoma wyciągami talerzykowymi oraz Zimowy Park Rozrywki dla dzieci z wyciągiem taśmowym i trasą zjazdową (oślą łączką) długości 60.
- Trasa 1 – długość 550 m[1], różnica wzniesień 62 m.
- Trasa 2 – długość 770 m, różnica wzniesień 64 m. Trasę 1 i 2 obsługują dwa wyciągi talerzykowe o przepustowości 900 os./h każdy oraz dwuosobowy wyciąg taśmowy o długości 372 m.
- Trasa 3 – długość 900 m. Trasa 3 obsługiwana jest przez wyciąg taśmowy w części trasy oraz wyciągi talerzykowe i taśmę.
- Trasa szkoleniowa – długość 60 m, różnica wzniesień 3,5 m. Trasę szkoleniową obsługuje taśma transportowa o przepustowości 1200 os./h.

## Bike Park Kurza Góra
- Trasa zielona – rozpoczyna się po prawej stronie wyciągu i wije się obok drewnianej ścieżki prowadzącej na wieżę widokową. W górnym odcinku posiada liczne bandy (zakręty profilowane), a następnie łagodnie prowadzi na dół. Możemy na niej spotkać muldy oraz niewielkie skocznie (stolik i stepdown). Trasa jest utwardzona a jej średni spadek to około 6%. Długość: 700 metrów.
- Trasa niebieska – zaczyna się z górnej stacji wyciągu za pomocą dojazdówki wspólnej z trasą czerwoną. Znajdziemy na niej wysokie bandy, stoliki do szlifowania techniki skakania oraz muldy. Trasa jest utwardzona a jej średni spadek to około 8,5%. Długość: 550 metrów.
- Trasa czerwona – jest to trudniejsza trasa tzw. jumpline, do którego dotrzemy dojazdówką wspólną z trasą niebieską. Na początku trasy znajdziemy przeszkodę Shark Fin, a następnie do dyspozycji mamy duże step downy oraz step-upy z długimi, szerokimi lądowaniami, a także bardzo wysokie i długie bandy. Trasa jest utwardzona, średni spadek około 10%. Długość: 450 metrów.

## Pozostała infrastruktura
- kryte lodowisko o powierzchni 800 m²
- wypożyczalnia i serwis sprzętu narciarskiego i snowboardowego
- szkoła narciarska i snowboardowa
- wypożyczalnia łyżew
- tubing – składający się z sześciu torów o łącznej długości ponad 700 metrów. Na kompleks składają się m.in. trzy równoległe tory proste, dwa tory z tunelami i wirażami oraz tor ze skokiem na poduszkę airbag. Kompleks tubingowy jest obsługiwany przez wyciąg taśmowy o długości 120 metrów. Właściciel ośrodka, powołując się na wykonawcę kompleksu firmę Neveplast, informuje w swoich materiałach, że jest to największy tego typu obiekt w Europie[2].
- sklep z pamiątkami
- Wioska Pingwina - plac zabaw
- trzypoziomowa, całoroczna Restauracja Akacjowa z barem: bilard, dart i taras widokowy
- Ski Bar na stoku
- kino 9D VR

## Operator
Operatorem i właścicielem stacji jest Kurza Góra sp. z o.o. (numer KRS: 0000513566) z siedzibą w Kurzętniku przy ul. Kurzej 1. Spółka została zarejestrowana w 2014 roku. Kurza Góra tworzy spółkę „Grupę Pingwina” skupiającą pięć całorocznych obiektów narciarsko-rowerowych:
- Słotwiny Arena w Krynicy-Zdroju
- Skolnity Ski&Bike w Wiśle
- Czarny Groń w Rzykach
- Kasina Ski&Bike w Kasinie Wielkiej
- Kurzą Górę w Kurzętniku

## Historia
Ośrodek został oddany do użytku 6 stycznia 2016. W sezonie 2017/2018 uruchomiono w ośrodku agregat do wytwarzania sztucznego śniegu, tzw. „Snow Factory”, o wydajności 200 metrów sześciennych śniegu na dobę, pozwalający na jego produkcję przy dodatnich temperaturach powietrza.
W lutym 2019 oddano do użytku całoroczny kompleks zjeżdżalni tubingowych. W marcu 2022 oddano do użytku wieżę widokową ze ścieżką edukacyjną i tarasami widokowymi.

## Galeria

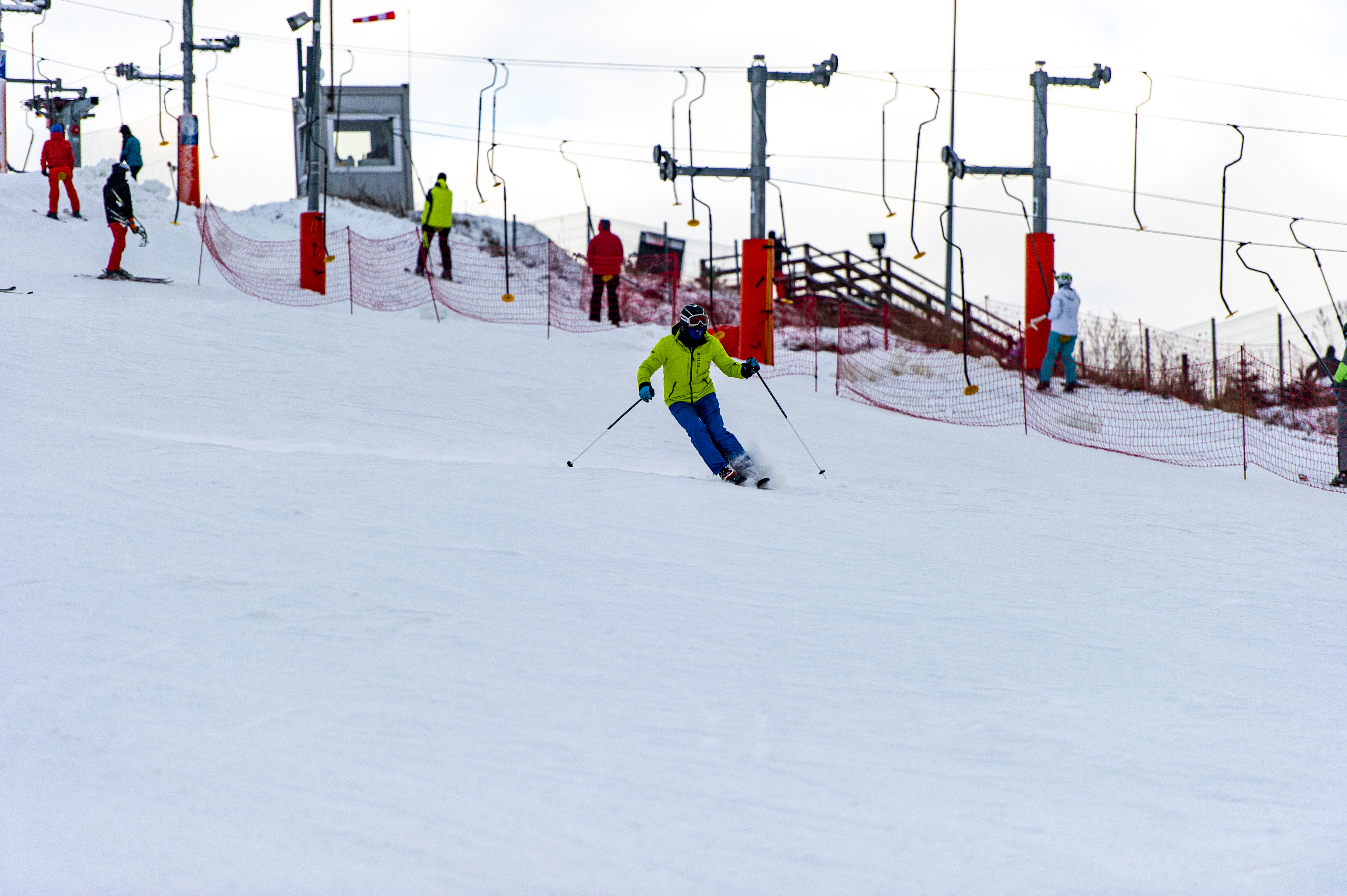
Trasa zjazdowa nr 1
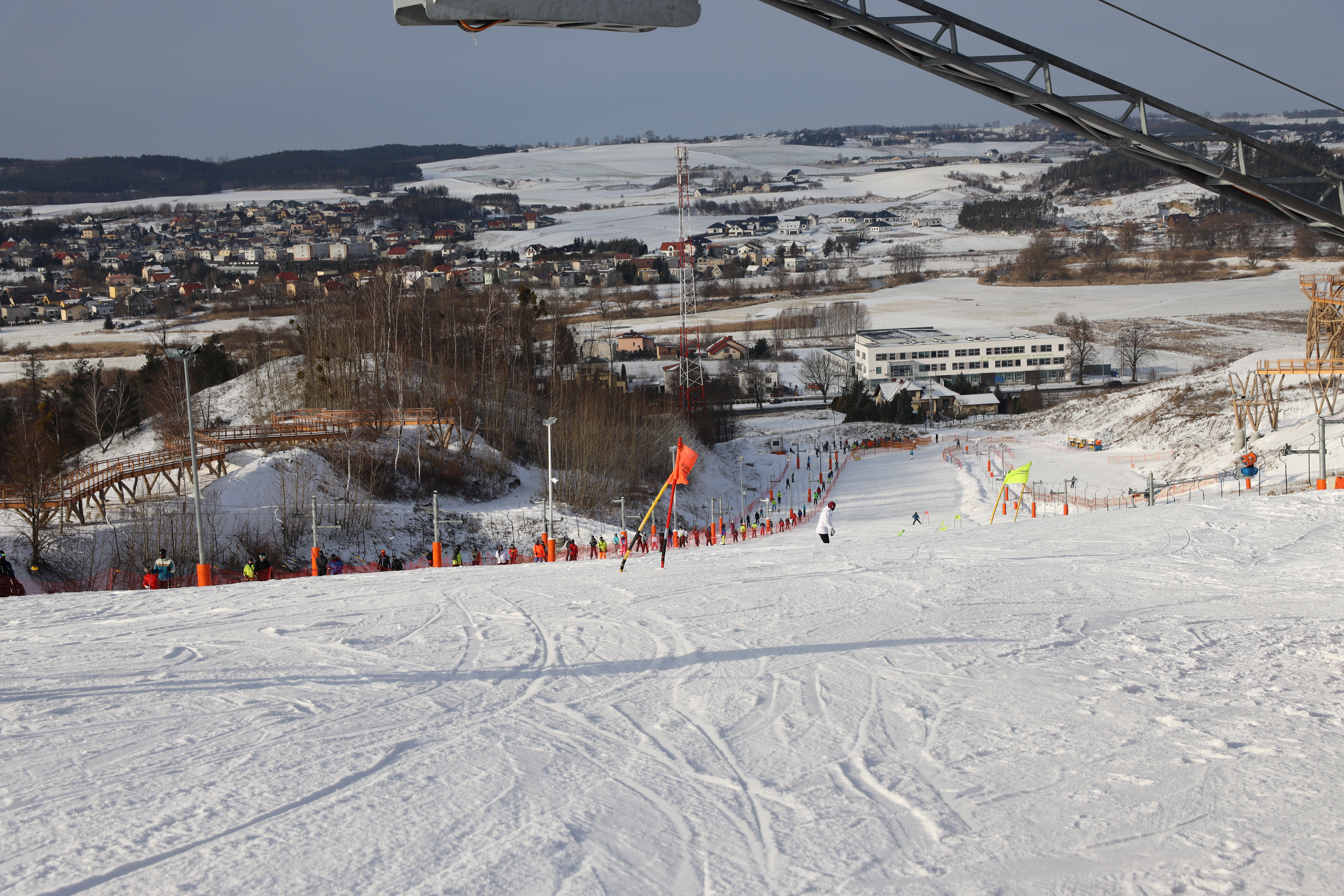
Widok na trasy z Kurzej Góry
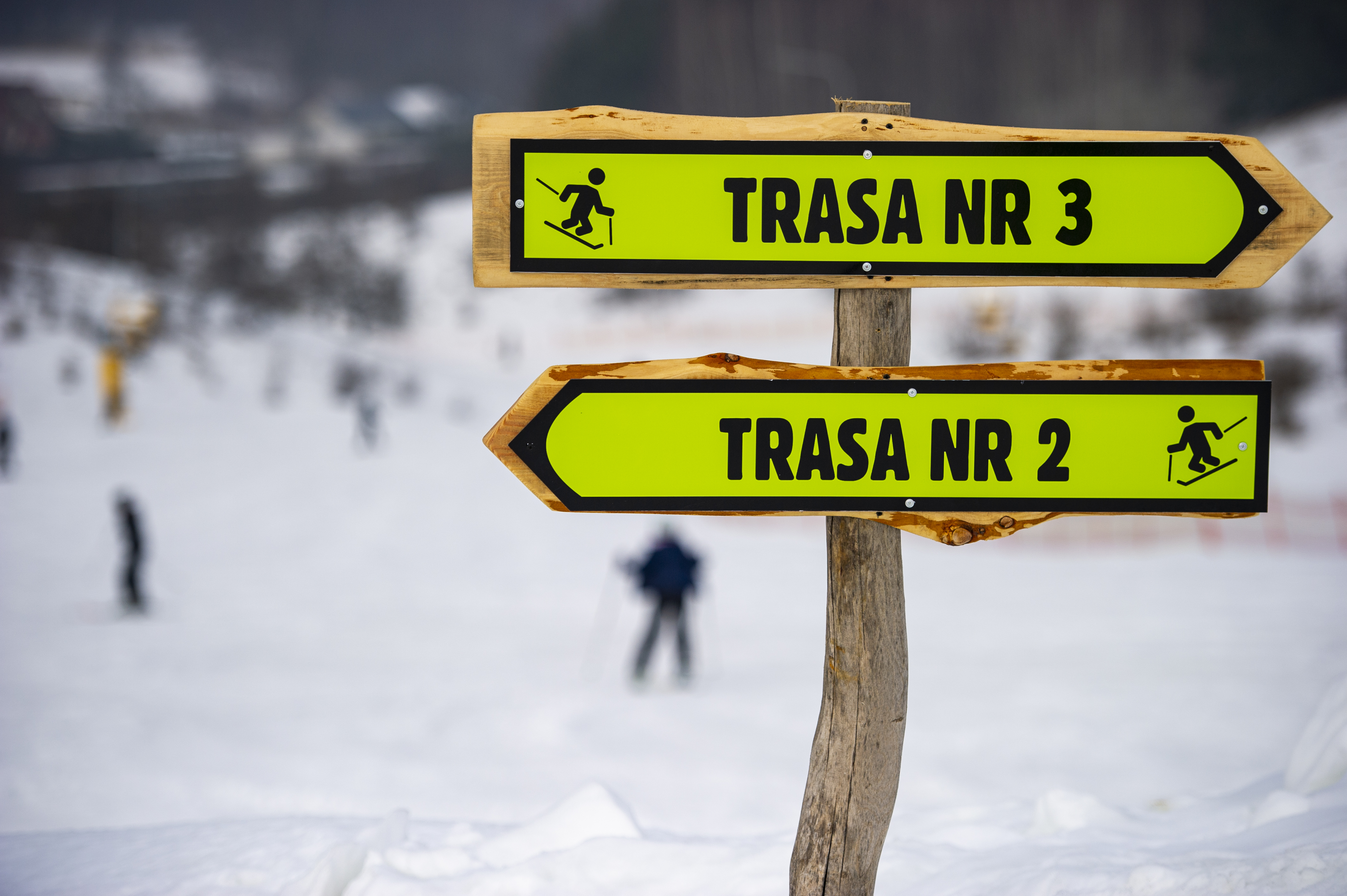
Trasa nr 2 i 3
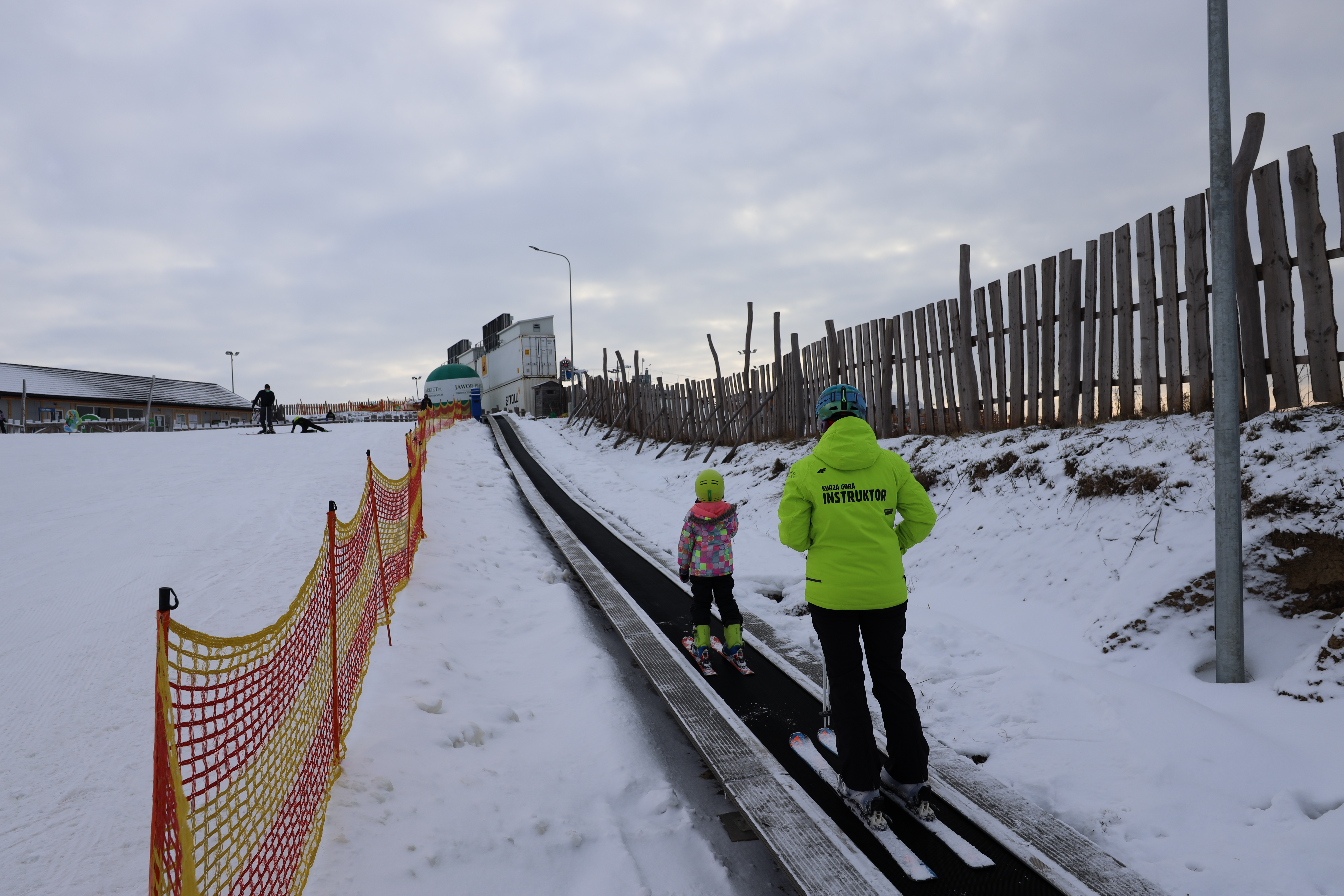
Wyciąg taśmowy dla początkujących
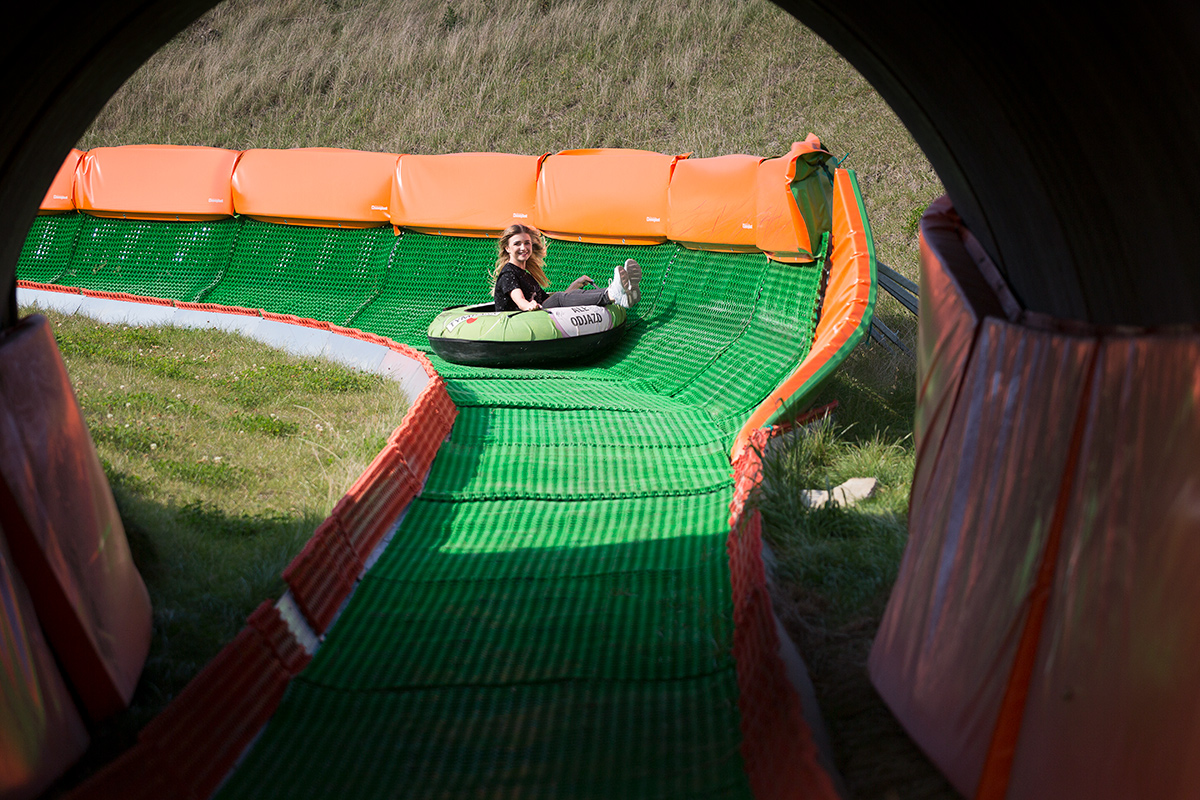
Zjazd tubingiem
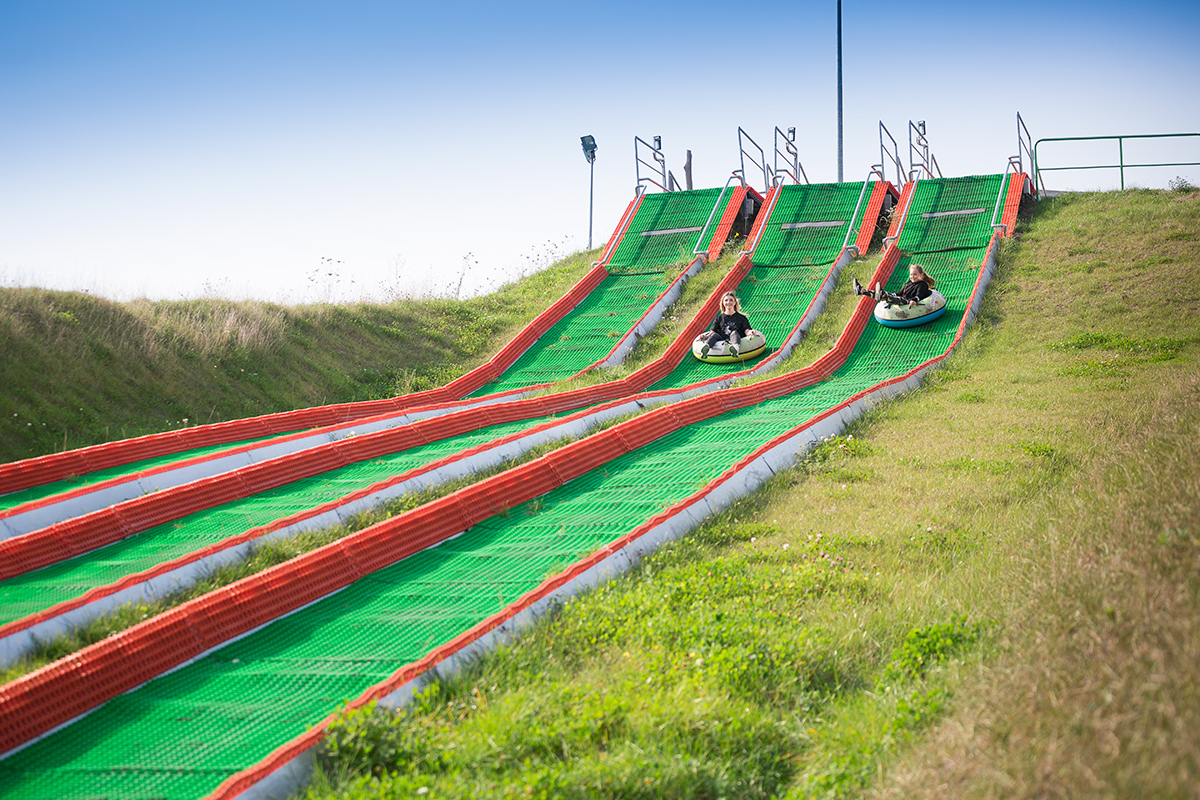
Tory tubingowe
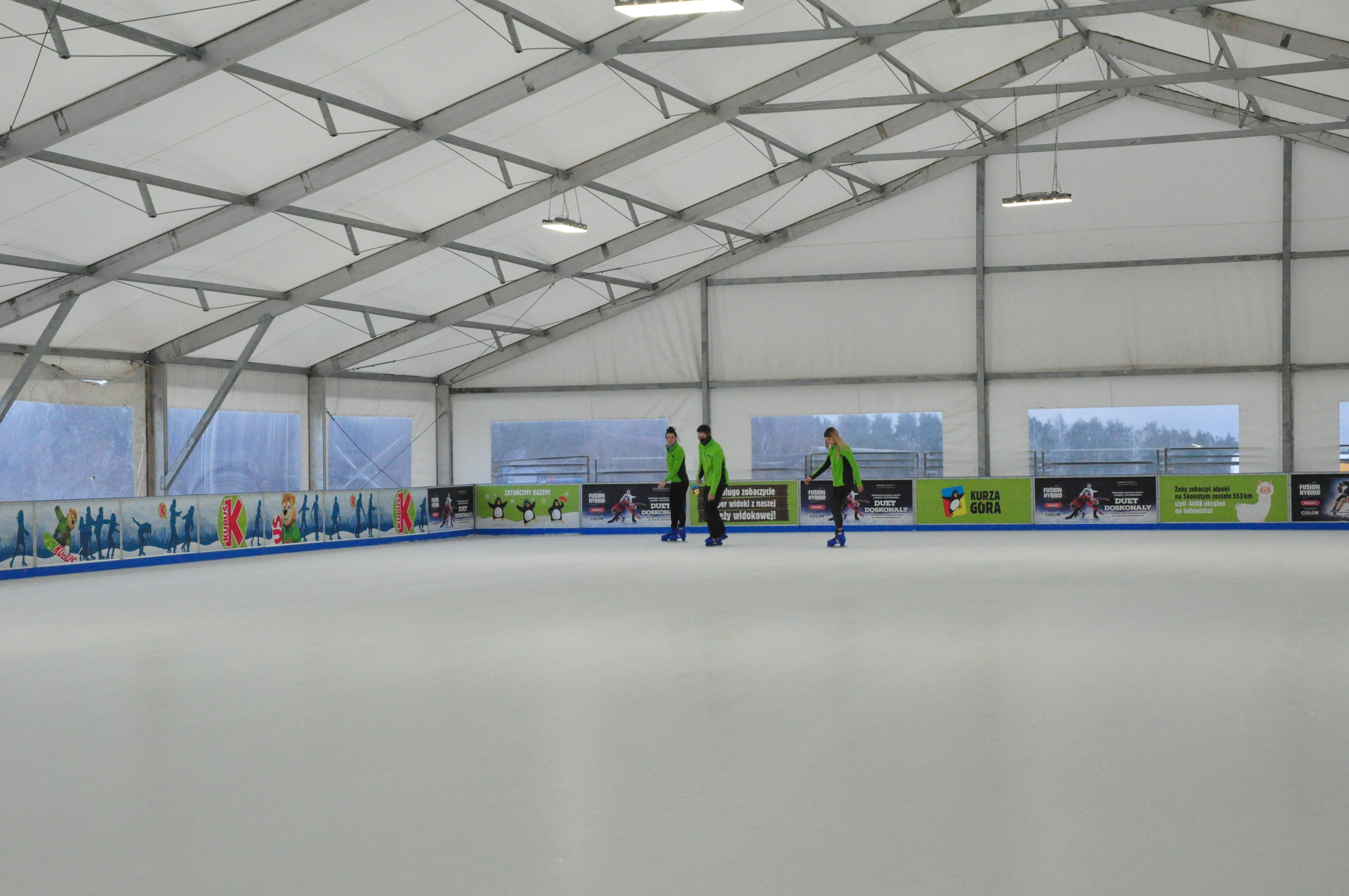
Lodowisko
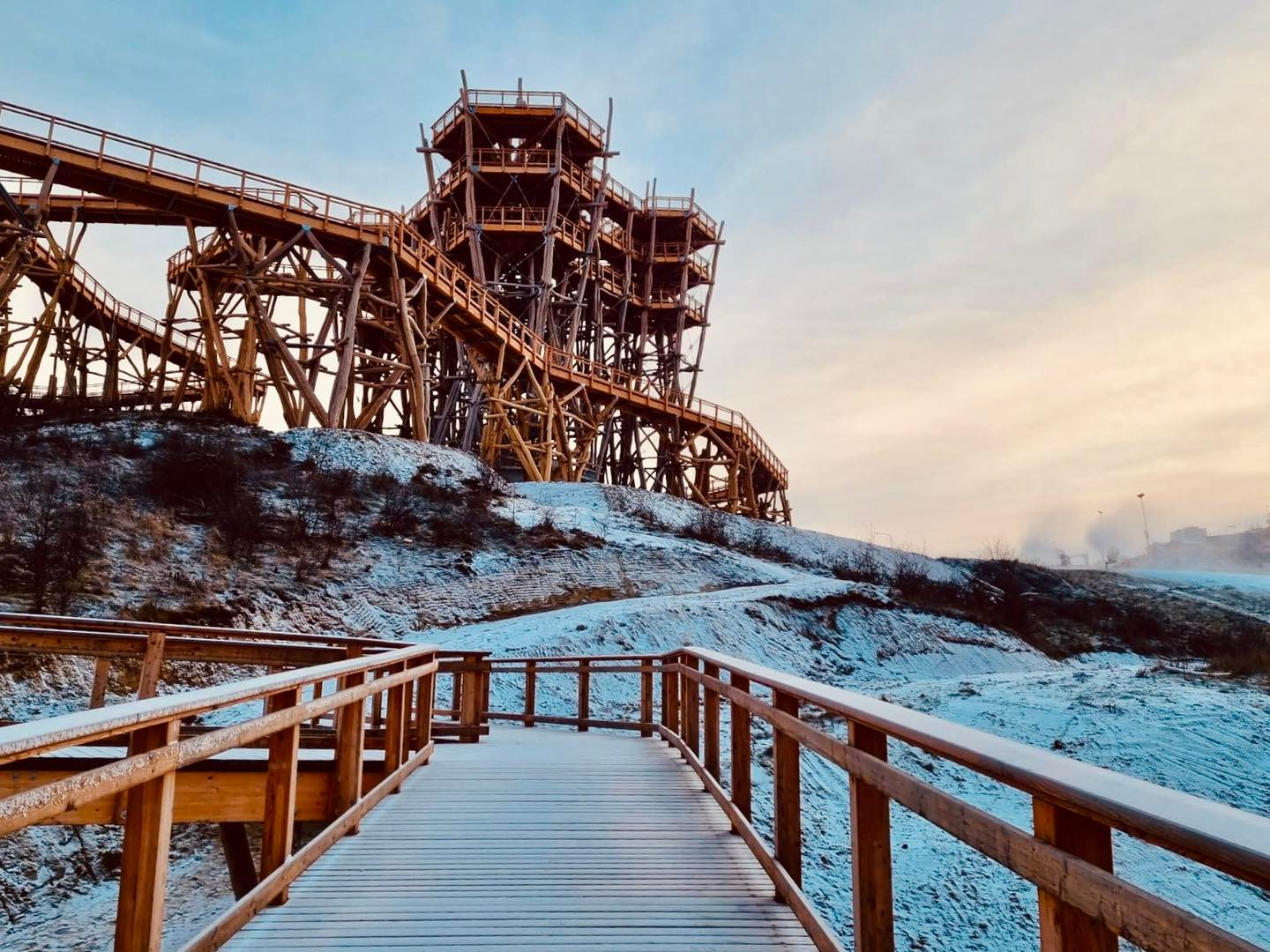
Wieża widokowa zimą
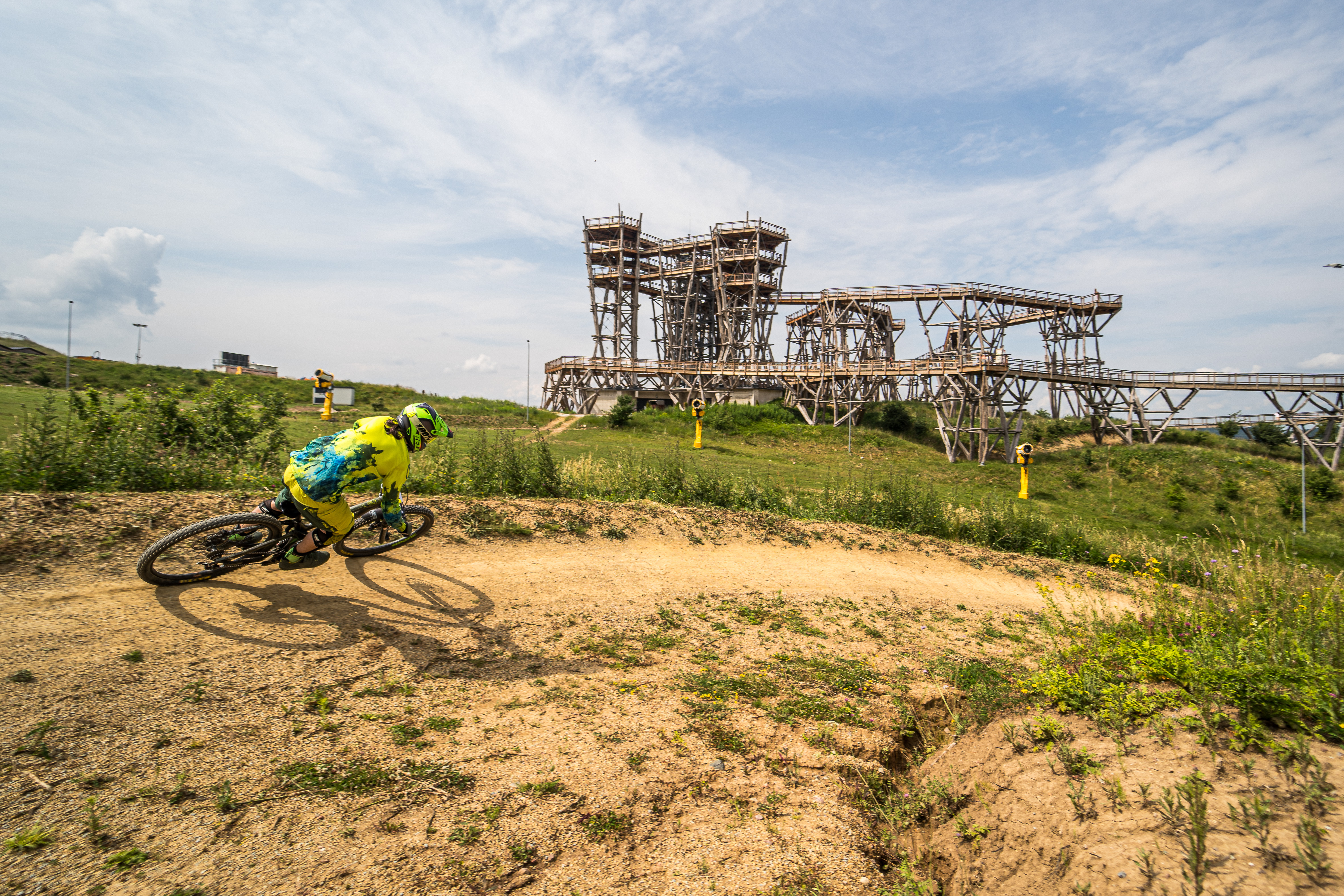
Bike Park z widokiem na wieżę